# Radim Pařík
Radim Pařík (* 28. listopadu 1979 Brno) je mezinárodní profesionální vyjednavač, lektor, vrcholový manažer a překladatel do znakové řeči. Vystupuje a publikuje v českých i slovenských médiích.

## Osobní život a vzdělání
Radim Pařík se narodil v Brně, kde navštěvoval základní školu a vystudoval Gymnázium J. G. Mendela. Od roku 1999 žil ve Spolkové republice Německo. V letech 2014 až 2017 žil v Polsku.

## Profesní život
Od roku 2003 působil na různých pozicích ve společnosti Schwarz Gruppe. V rámci skupiny působil do roku 2014 v Německu, poté do roku 2017 v Polsku. V roce 2008 vyjednal dohodu o prodeji 146 (resp. 157) prodejen Plus v České republice.

## Kontroverze
Bulvární server Extra.cz popisuje Paříkovu knihu jako „bestseller na zakázku“, vydaný u agentury, které klienti platí za uvedení spoluautorství vedle slavného jména (zde Chris Voss). Agentura dále zajišťuje první místo v žebříčku bestsellerů Amazonu, předání ceny a natočení řady rozhovorů. Pařík pro server HN.cz vysvětluje, že kontroverzi nebudí kniha samotná a způsob jejího vzniku je obvyklý i v České republice jako kompilace autorů, ale její rychlý úspěch, který je daný americkým způsobem komunikace a marketingu. Jde o techniky, které někteří marketéři i samotný Amazon prezentují.